# 김시온 (1989년)
김시온(金時溫, 본명: 김수현, 본명 한자: 金修縣, 1989년 10월 24일 ~ )은 대한민국의 배우이다.

## 생애
1989년 서울에서 당시 단국대학교 무역학과 휴학중이던 배우 김예령의 딸로 태어났다.
그녀는 2009년 《여고괴담 5》의 조연을 통하여 영화배우 첫 데뷔하였다.
그녀의 부군(夫君)은 야구 선수 출신의 윤석민이다.

## 학력
- 2013년 8월 단국대학교 연극영화학과 학사

## 출연작

### 영화
- 《여고괴담 5》(2009년) ... 강민주 역

### 뮤지컬
- 《진짜 진짜 좋아해》(2011년)

### 연극
- 《이바노프》(2014년)

### 라디오 프로그램
- 《EBS 책 읽는 라디오 낭독 시리즈》(EBS FM, 2016년 6월)